# Noordeloos
Noordeloos es una localidad del municipio de Molenlanden en la provincia de Holanda Meridional (Países Bajos). El 1 de enero de 2013 tenía una población aproximada de 1816 habitantes (1536 el 31 de diciembre de 1980, último censo oficial).
Noordeloos fue un municipio independiente hasta el 1 de enero de 1986 cuando se fusionó con Arkel, Giessenburg, Hoogblokland, Hoornaar y Schelluinen para formar el nuevo municipio de Giessenlanden. En su término se encuentra el Boterslootse molen, un viejo molino de pólder.

## Galería

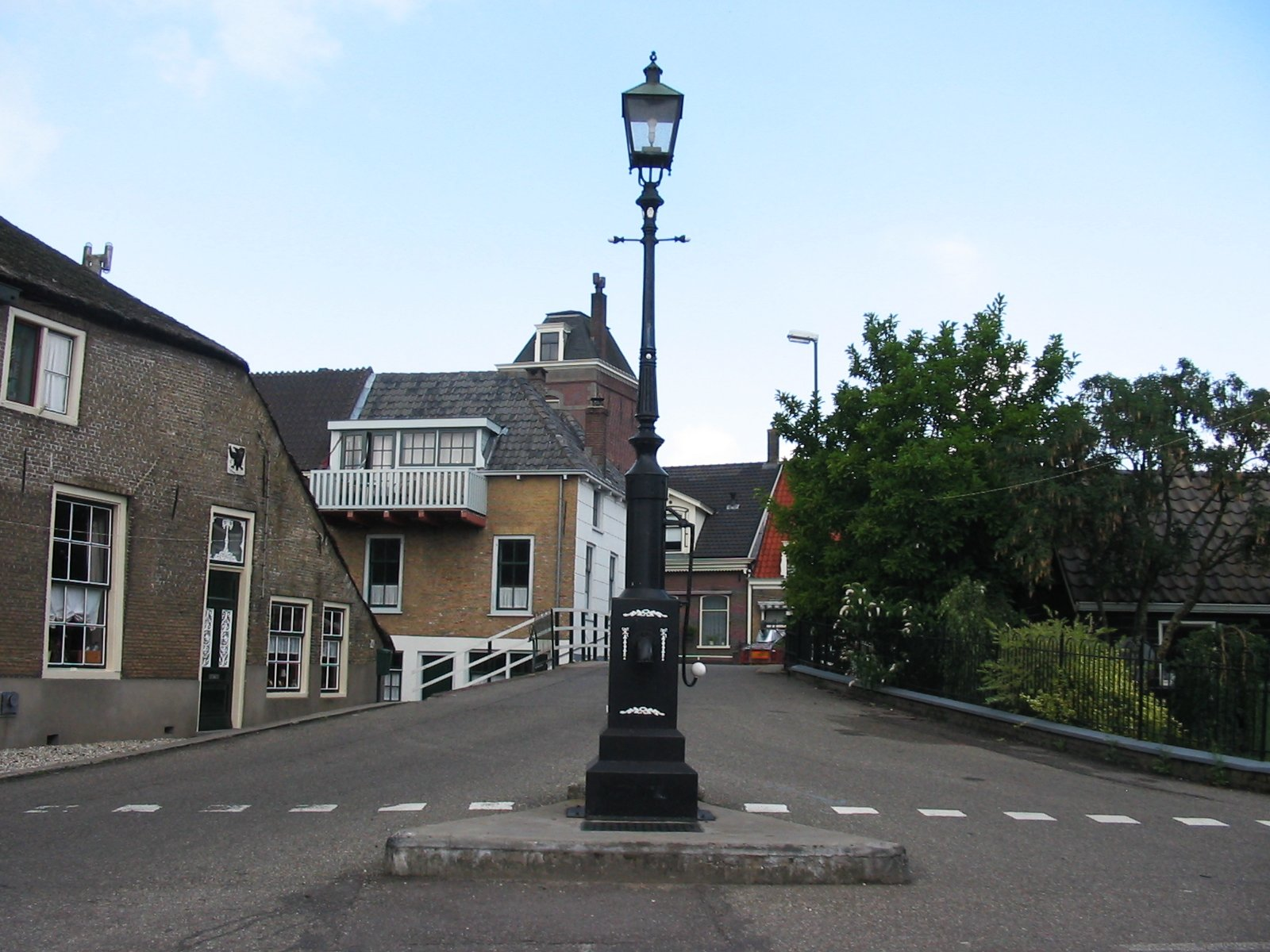
Noordeloos.
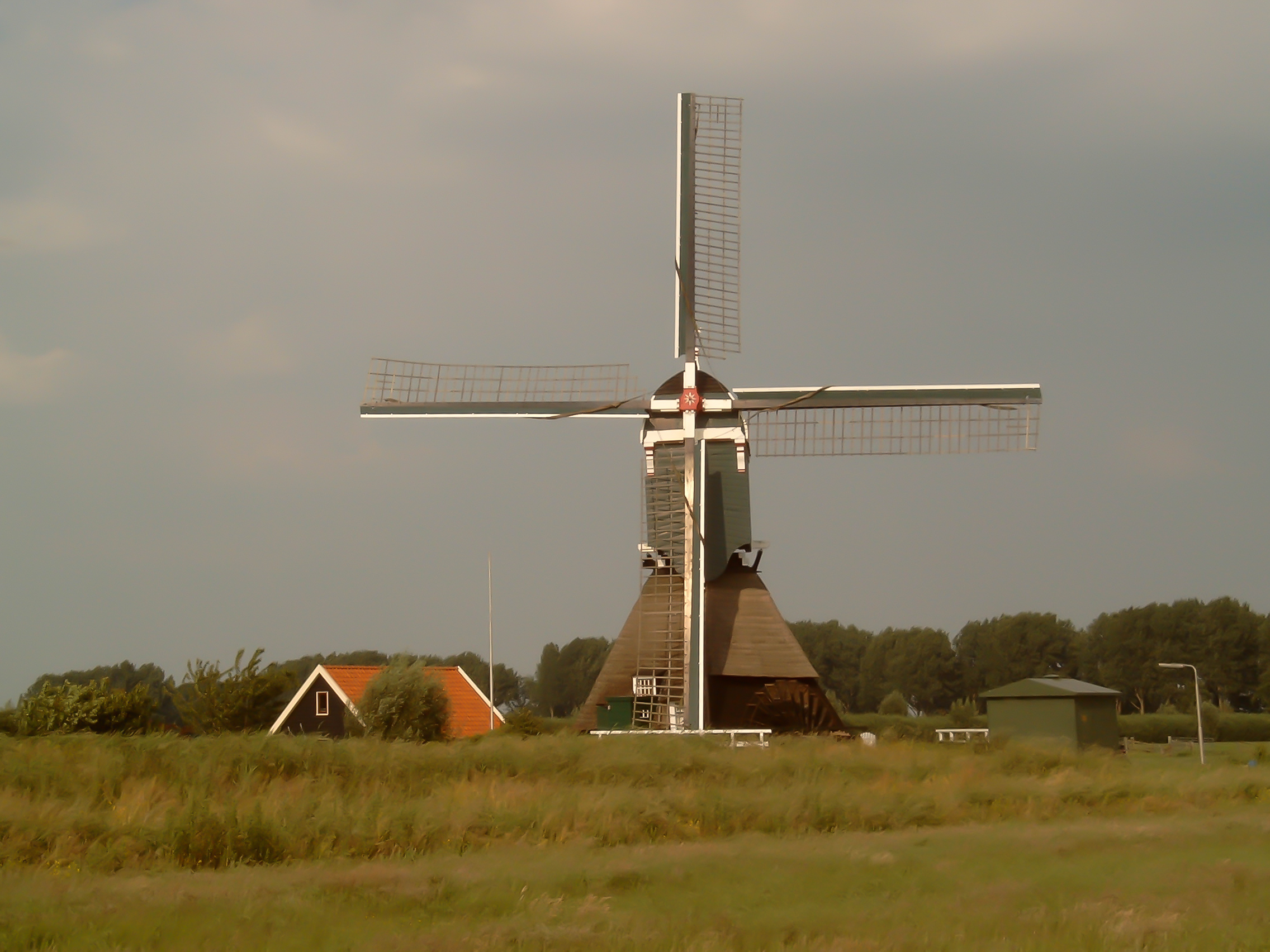
El molino Boterslootse
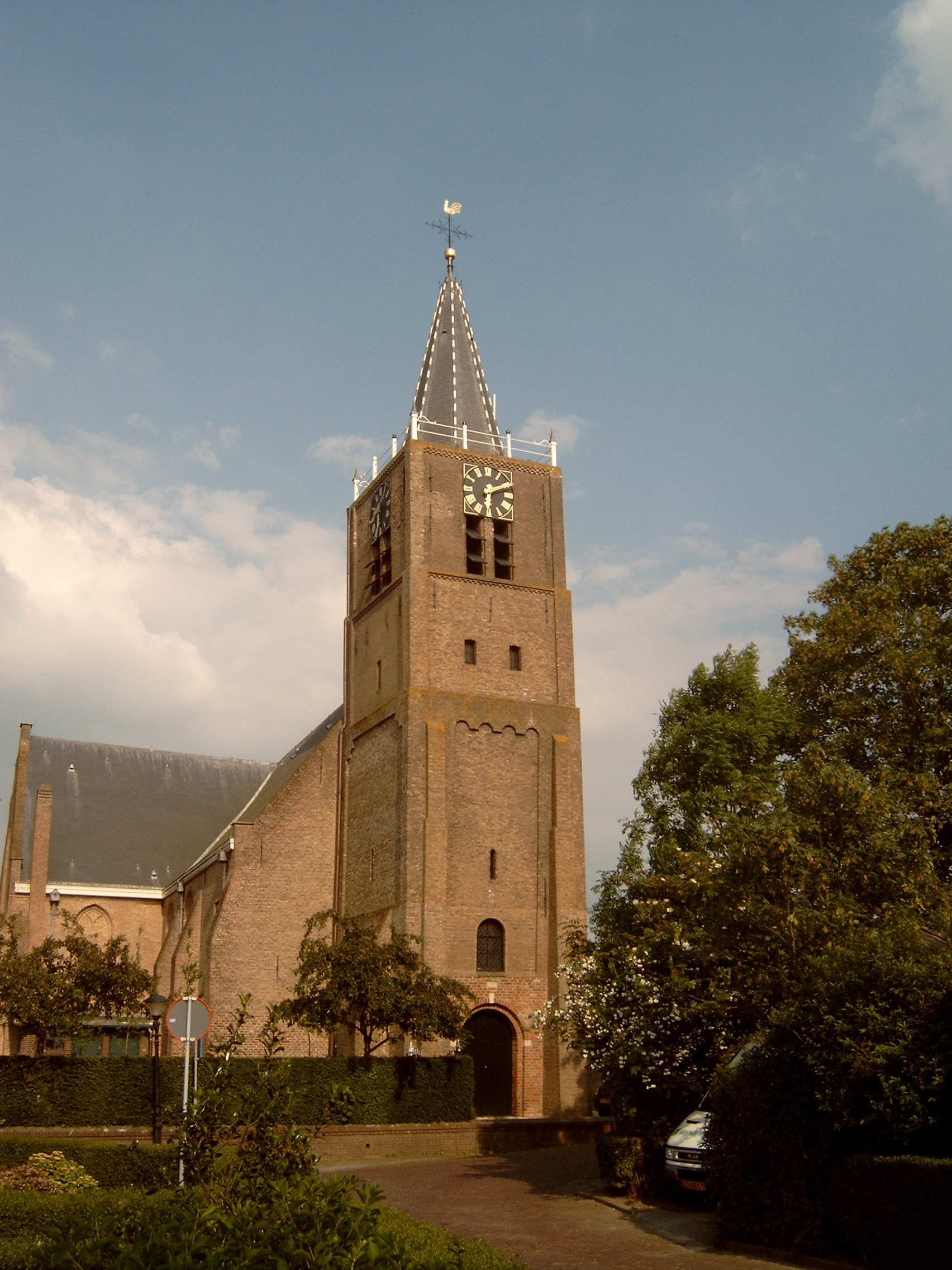
Grote Kerk